# Anatolij Demidov
Anatolij Nikolajevitj Demidov, furste av San Donato, född 5 april 1813 i Sankt Petersburg, död 29 april 1870 i Paris, var en rysk diplomat, mecenat och författare.

## Biografi
Demidov var en tid rysk chargé d'affaires hos storhertigen av Toscana, som upphöjde honom till furste av San Donato. Till följd av sitt giftermål med den romersk-katolska prinsessan Matilde av Montfort (en dotter till Jérôme Bonaparte) blev han emellertid utesluten ur ryska statens tjänst och kallad till Sankt Petersburg för att stå till svars inför tsaren, vars ynnest han likväl snart återvann. Äktenskapet blev snart mycket olyckligt och stormigt och makarna skildes efter några år.
Demidov utrustade 1837 på egen bekostnad en vetenskaplig expedition till södra Ryssland, huvudsakligen i syfte att söka efter nya stenkolsfält. Resultaten av expeditionens undersökningar (1837–40) presenterade han i flera praktverk. På flera platser i Ryssland inrättade han betydande välgörenhetsanstalter, främjade på många sätt konst och vetenskap och ägde själv en utomordentligt rik konstsamling, vilken såldes på auktion 1880. Han invaldes som utländsk ledamot av Kungliga Vetenskapsakademien 1842. Bland hans övriga skrifter märks Lettres sur l'empire de Russie (1840) och Album pittoresque et archéologique en Russie (1871).